# Бой под Войшками
Бой под Войшками (пол. Bitwa pod Wojszkami) произошёл 3 (14) июля 1792 года на Подляшье во время русско-польской войны 1792 года.

## Ход боя
В то время как российская армия приближалась к Белостоку, литовский контингент армии Речи Посполитой под командованием генерал-лейтенанта Михаила Забелло располагался в Плосках. Время от времени происходили лишь незначительные столкновения польской армии с подходящими донскими казаками. Для получения подробной информации о противнике Забелло отправил в направлении Белостока военный отряд во главе с Михаилом Киркором. В состав отряда вошли литовские татары Киркора, 200 стрелков, 200 пехотинцев и одна пушка. После переправы через реку Нарев отряд М. Киркора прибыл в село Войшки.
После остановки в Войшках Киркор решил устроить засаду и с этой целью поставил пехоту и пушку на холме, укрыл стрелков в лесу, а татар на холме. Со своей стороны казачий полковник Попов также сделал засаду — он спрятал большую часть своего полка, а сам с небольшими силами двинулся на противника. 
Увидев слабый отряд русских войск, литовские татары бросились в атаку. После непродолжительной схватки донские казаки имитировали отступление. Татары  вдруг оказались против превосходящих сил противника, укрывшихся в засаде, и, не пытаясь продолжить бой, стали отступать. Донские казаки бросились в преследование и атаковали польскую пехоту, но были отбиты шквальным ружейным огнём и отступили.
В результате боя отряд Михаила Киркора достиг основной цели своей разведки и получил информацию о передвижении русской армии генерал-аншефа М. Н. Кречетникова.